# Calectasia narragara
Calectasia narragara är en enhjärtbladig växtart som beskrevs av Russell Lindsay Barrett och Kingsley Wayne Dixon. Calectasia narragara ingår i släktet Calectasia och familjen Dasypogonaceae. Inga underarter finns listade.